# Aeroportul Lakeba
Aeroportul Lakeba (IATA: LKB, ICAO: NFNK) este un aeroport din Lau⁠(d), Diviziunea Orientală, Fiji ce deservește zona Lakeba⁠(d). A fost numit după zona deservită.
Situat la o altitudine de 85 m, aeroportul dispune de o singură pistă.